# Đông Trạch
Đông Trạch là một xã thuộc tỉnh Quảng Trị, Việt Nam được thành lập vào 16 tháng 6 năm 2025 từ việc hợp nhất xã Hải Phú (huyện Bố Trạch), xã Sơn Lộc, xã Đức Trạch, xã Đồng Trạch.

## Lịch sử
Ngày 16 tháng 6 năm 2025, Ủy ban Thường vụ Quốc hội ban hành Nghị quyết số 1680/NQ-UBTVQH15 về việc sắp xếp các đơn vị hành chính cấp xã của tỉnh Quảng Trị năm 2025. Theo đó, sắp xếp toàn bộ diện tích tự nhiên, quy mô dân số của xã Hải Phú (huyện Bố Trạch), xã Sơn Lộc, xã Đức Trạch, xã Đồng Trạch thành xã mới có tên gọi là xã Đông Trạch.